# Felsökning i kod med hjälp av gummianka

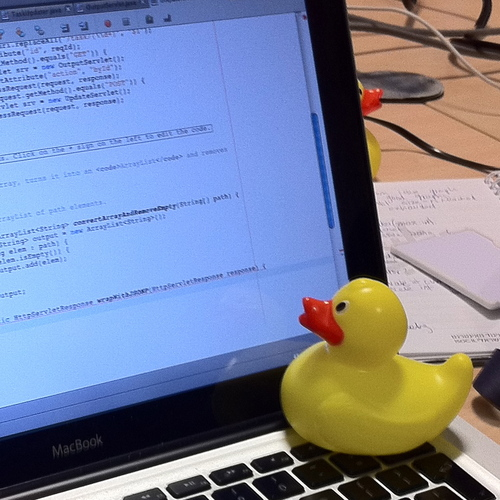
Gummianka

Felsökning i kod med hjälp av gummianka (en: Rubber duck debugging) är en metod för att felsöka kod. Namnet är en referens till boken The Pragmatic Programmer, där en programmerare ofta bär runt på en gummianka och felsöker sin kod genom att tvinga sig själv att förklara den, rad för rad, för ankan. Denna teknik har många andra namn som inbegriper olika livlösa objekt.
Många programmerare har upplevt att när de förklarat sin kod för någon annan, till och med någon som inte kan något om programmering, har de själva upptäckt problem i koden. När de beskrivit vad koden ska göra, och observerat vad den egentligen gör, uppenbarar sig problemen.
I allmänhet kan det också fungera bra att beskriva ett ämne man själv är välbekant med för någon annan för att se på ämnet ur ett annat perspektiv, vilket i sin tur kan skapa en djupare förståelse. Genom att använda ett livlöst objekt kan programmeraren uppnå en djupare förståelse för eventuella problem i koden utan att behöva störa någon annan.